# Deschampsia setacea
Deschampsia setacea — вид квіткових рослин родини злакових (Poaceae). Ареал: Європа (Данія, Велика Британія, Ірландія, Норвегія, Швеція, Бельгія, Німеччина, Нідерланди, Польща, Іспанія, Франція).

## Біоморфологічна характеристика
Багаторічник. Стеблини прямовисні, заввишки 20–80 см; 2–3-вузлові. Листки переважно прикореневі. Піхви листків незапушені; язичок 2–8 мм, гострий; листові пластинки ниткоподібні, 5–20 см завдовжки й 0.2–1 мм ушир, поверхня шорстка, верхівка затулена. Суцвіття — волоть відкрита, ланцетна чи яйцеподібна, 6–15 см завдовжки й 3–7 см ушир. Колосочки поодинокі; плодючі колоски на квітконіжці. Плодючі колоски з 2 плідних квіточок, ланцетні чи довгасті, стиснуті з боків, 4–5 мм завдовжки. Колоскові луски стійкі, подібні, сягають верхівки квіток, загострені, 1-кілева; нижня — 1-жилкова, 3–4 мм завдовжки, ланцетоподібна; верхня — еліптична, 3-жилкова, 4–5 мм завдовжки, 1.6–1.7 довжини сусідньої фертильної леми. Плодючі леми довгасті, 2.5–3 мм завдовжки, блискучі, без кіля, 4-жилкові, верхівка зубчаста, 1-остюкова. Пиляків 3, 1.5–2 мм завдовжки. Плід — зернівка, 1.5 мм завдовжки.